# Nemocnice Blansko
Nemocnice Blansko je zdravotnické zařízení v Blansku v Jihomoravském kraji. Sídlí v ulici Sadové a disponuje 183 lůžky. Nemocnice funguje jako příspěvková organizace města Blansko.

## Historie
V roce 1965 byla zahájena stavba nové polikliniky v Sadové ulici, která byla otevřena v roce 1968. Od konce 70. let probíhal rozvoj jejího zdravotnického areálu, který se stal nemocnicí. Roku 1985 byla zprovozněna lůžková část komplexu a v dalších letech byla otevírána další oddělení. Město Blansko navrhlo v roce 1995 privatizaci nemocnice. Stát ji bezplatně převedl v roce 2004 na město, které se tak stalo majitelem i zřizovatelem nemocnice.